# Baie-Mahault
Baie-Mahault is een gemeente in het Franse overzeese departement Guadeloupe op het eiland Basse-Terre, en heeft 30.837 inwoners (2019). De oppervlakte bedraagt 46 km².

## Overzicht
De plaats was in 1659 opgericht en werd Houelbourg genoemd naar Charles Houël, de gouverneur van Guadeloupe. Het lag in een moerasachtig gebied, en had een paar suikerrietplantages. De gemeente werd in de jaren 1830 opgericht.
Vanwege de gunstige ligging is Baie-Mahault uitgegroeid tot een economisch centrum van Guadeloupe. Het industriepark Jarry en het zakencentrum World Trade Center bevinden zich in de plaats. Tevens heeft Baie-Mahault het grootste winkelcentrum en de velodroom Amédée Detraux.

## Bekende personen
- N'Golo Kanté (1991), voetballer
- Thomas Lemar (1995), voetballer
- Francky Vincent (1956), een populaire zanger in Guadeloupe, heeft ooit gewoond in Baie-Mahault

## Galerij

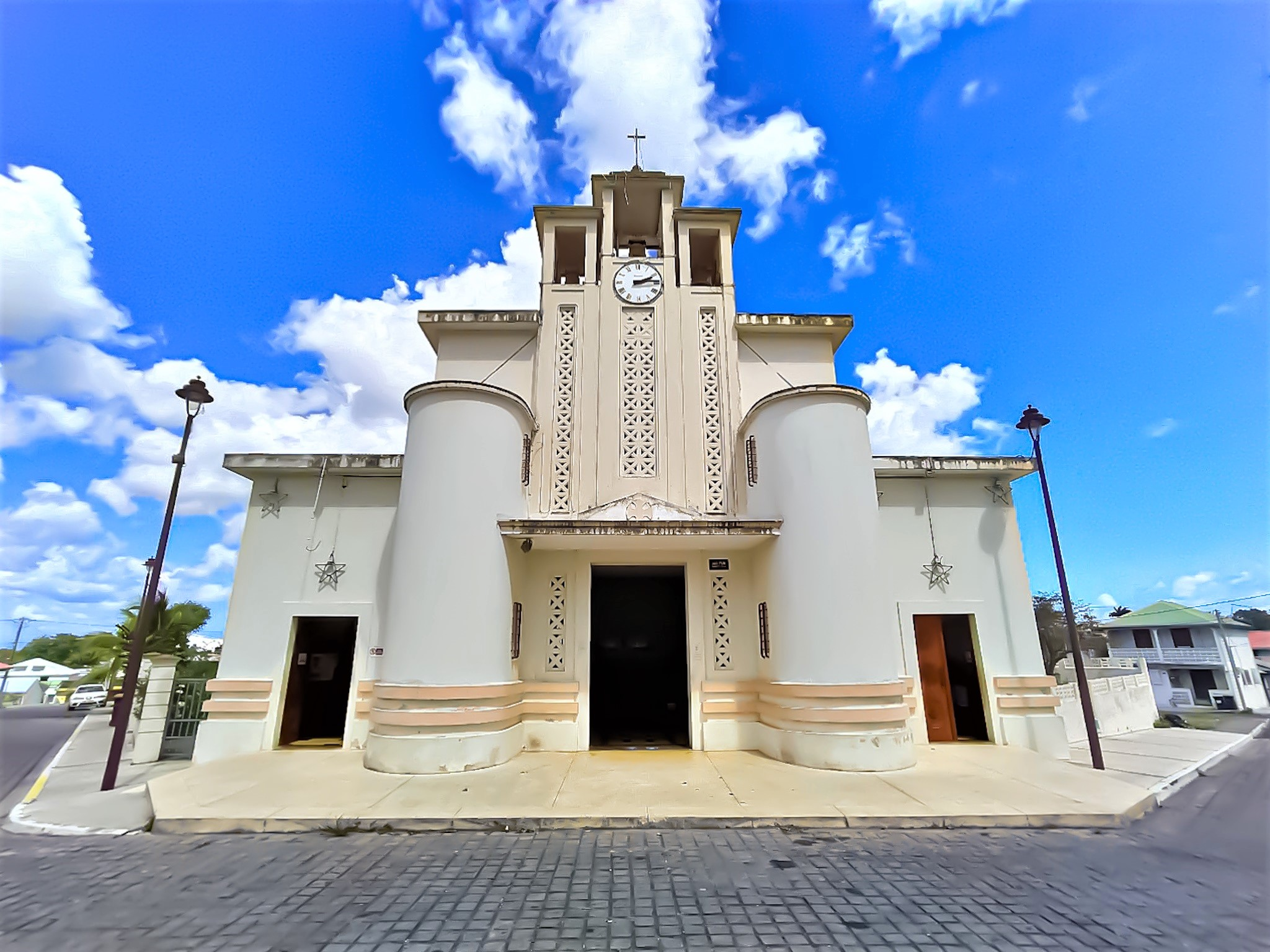
Johannes de Doperkerk
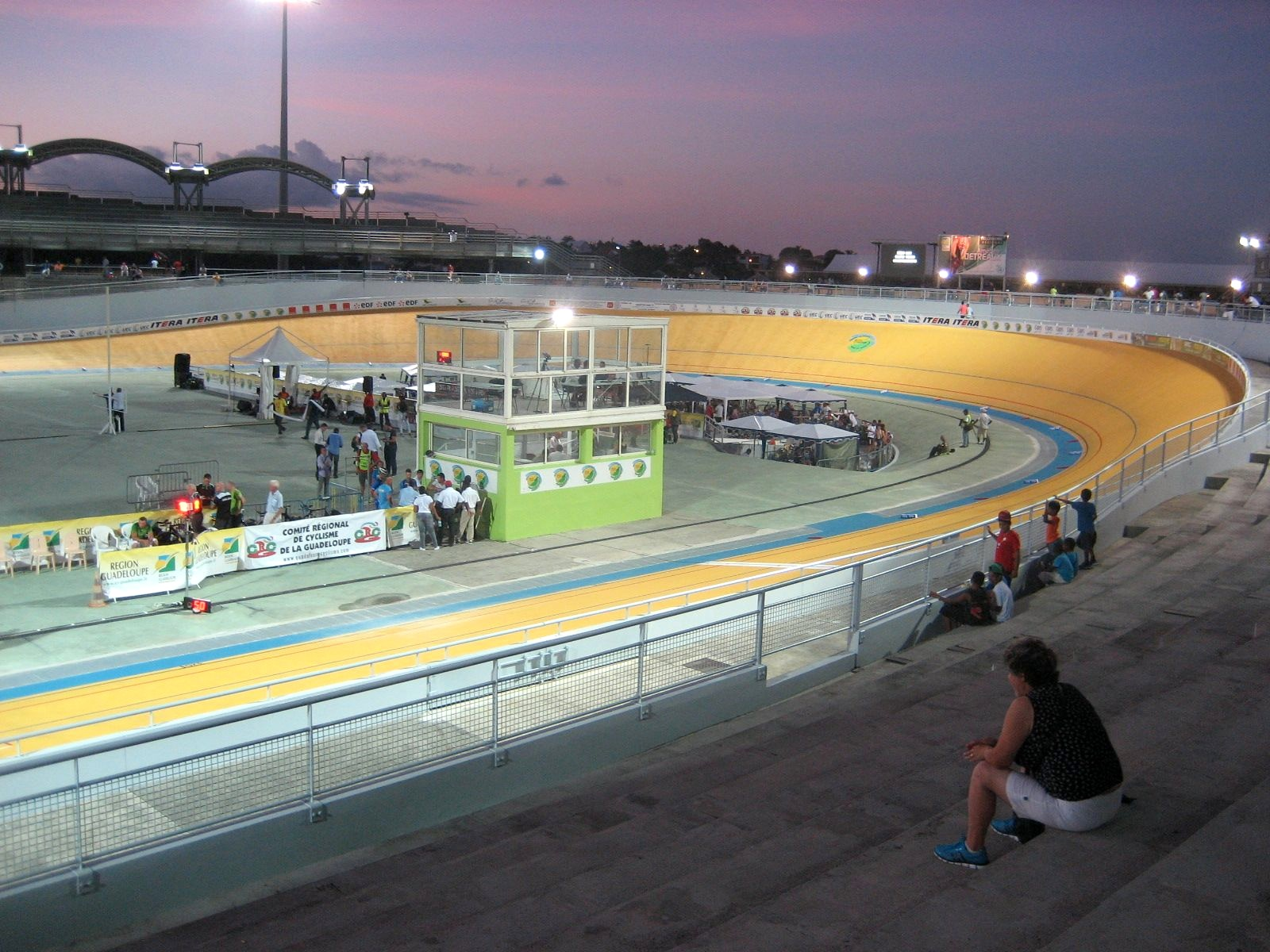
Velodroom Amédée Detraux
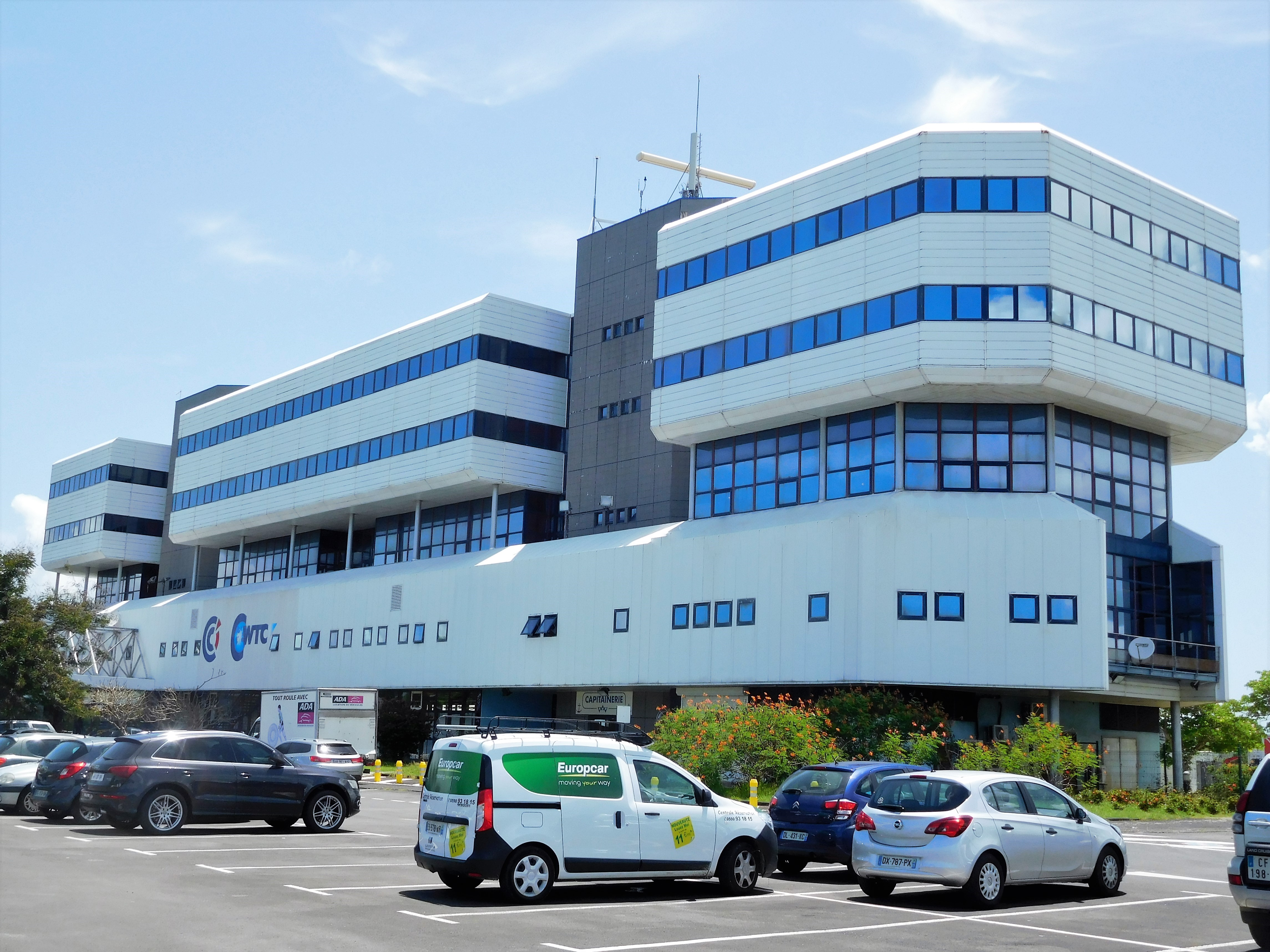
World Trade Center
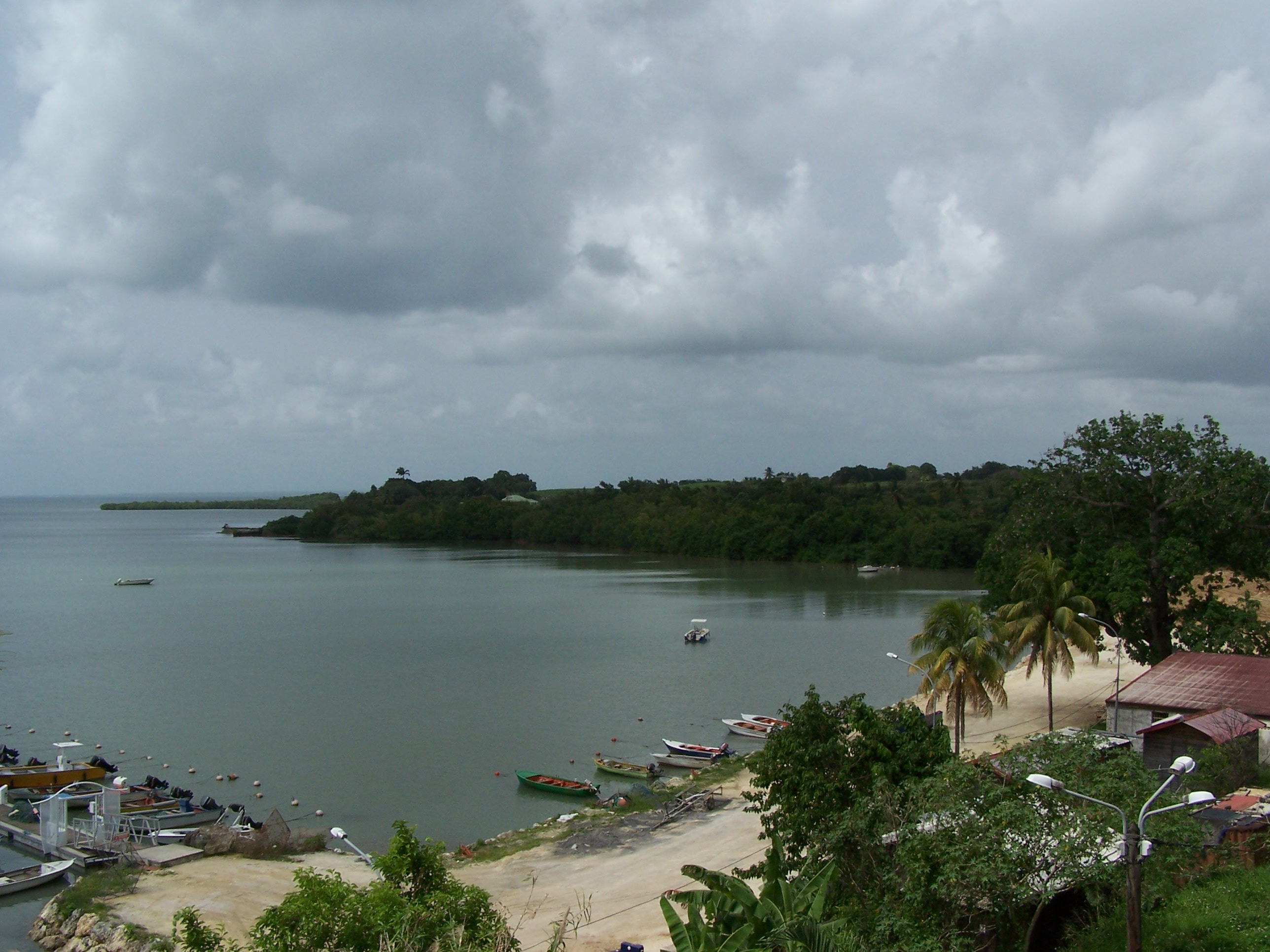
Haven van Baie-Mahault

- Bibliothèque nationale de France: cb13772722z (data)
- MusicBrainz: 17440aa3-c5e8-4f9f-b20d-34f94ce27f17
- Système universitaire de documentation: 067105580
- Virtual International Authority File: 159540574

Les Abymes · Anse-Bertrand · Baie-Mahault · Baillif · Basse-Terre · Bouillante · Capesterre-Belle-Eau · Capesterre-de-Marie-Galante · Deshaies · La Désirade · Le Gosier · Gourbeyre · Goyave · Grand-Bourg · Lamentin · Morne-à-l'Eau · Le Moule · Petit-Bourg · Petit-Canal · Pointe-à-Pitre · Pointe-Noire · Port-Louis · Saint-Claude · Sainte-Anne · Sainte-Rose · Saint-François · Saint-Louis · Terre-de-Bas · Terre-de-Haut · Trois-Rivières · Vieux-Fort · Vieux-Habitants